# Glaphyra cyanescens
Glaphyra cyanescens är en skalbaggsart som först beskrevs av J. Linsley Gressitt 1951.  Glaphyra cyanescens ingår i släktet Glaphyra och familjen långhorningar. Inga underarter finns listade i Catalogue of Life.